# Самуел Мраз
Самуел Мраз (словац. Samuel Mráz; нар. 13 травня 1997, Малацки, Словаччина) — словацький футболіст, нападник польського клубу «Мотор» (Люблін).

## Клубна кар'єра
Самуел Мраз починав займатися футболом у своєму рідному місті. А у 2009 році Самуел приєднався до молодіжної команди клубу «Сениця». У 2013 році шотландський «Селтік» виявляв зацікавленість у послугах молодого нападника. Але врешті Мраз вирішив залишитися у Словаччині. 12 квітня 2014 року Мраз дебютував у першій команді «Сениця». А по завршенню сезону влітку 2014 року підписав з клубом новий контракт до кінця сезону 2016/17. Після цього футболіст ще два сезони провів у клубі «Жиліна».
Влітку 2018 року Мраз перейшов до італійського «Емполі». Та закріпитися в основі футболіст так і не зумів, зігравши в команді лише шість матчів. І надалі весь час проводив в оренді. Спочатку це був інший клуб Італії — «Кротоне». Потім були данський «Брондбю» та польський «Заглемб'є».
Після завершення контракту з «Емполі» Мраз підписав трирічний контракт з італійською «Спецією». Дебютував у новій команді футболіст 23 серпня. Та провів лише два матчі, знову відправився в оренду. Цього разу Самуел повернувся до Словаччини — у клуб «Слован» з Братислави. За підсумками сезону 2021/22 став з командою чемпіоном.
Сезон 2022/23 словак на правах оренди провів у складі двох команд «Мірандес» та «Анортосіс», а завершив у складі грецького «Волоса» за який провів три матчі.
З 2024 захищає кольори польського клубу «Мотор» (Люблін).

## Збірна
Самуел Мраз починав грати на рівні збірних з 15-тирічного віку. У національній збірній Словаччини першу гру він провів у жовтні 2018 року проти команди Швеції у Стокгольмі.

## Досягнення
- Чемпіон Словаччини (1):

«Слован»: 2021/22
Індивідуальні
- Найкращий гравець чемпіонату Словаччини: 2017/18
- Найкращий бомбардир чемпіонату Словаччини: 2017/18